# Priscila Espinoza
Priscila Espinoza Chocano (Trujillo, 7 de marzo de 1994) es una actriz y cantante peruana. 
Es conocida por los roles protagónicos de Rapunzel La Torre e Isabella Thompson en las telenovelas Princesas y Pobre novio respectivamente; y por el rol estelar de Pilar Sánchez en la telenovela Ven, baila, quinceañera.

## Primeros años
Nacida en la ciudad de Trujillo del departamento de La Libertad, estudió en el colegio San José Obrero Marianistas y posteriormente estudió la carrera de Ciencias de la Comunicación en la Universidad Privada del Norte (UPN), siendo egresada sin ejercer la profesión.

## Trayectoria

### Inicios
Mientras estaba estudiando la universidad, en 2011, debutó en la televisión como parte de una de sus prácticas participando en el rol de reportera del noticiero local Trujillo al día, además de recibir clases de actuación paralelamente.

### Carrera televisiva y actoral
Tras mudarse a la capital Lima, en 2015, Espinoza se sumó al programa humorístico Habla bien, del canal América Televisión, en el rol de actriz cómica y compartió junto con el comediante Carlos Álvarez y otras figuras televisivas. 
Además, tuvo unas participaciones especiales en la telenovela Ven, baila, quinceañera, como Pilar Sánchez, en 2015 y en la serie De vuelta al barrio, interpretando a Linda Hermoza en 2017. Tiempo después, fue incluida en la telenovela Madre por siempre Colorina, como Rubí Villamore, pareja de José Aurelio Almazán (interpretado por el actor Guillermo Blanco). 
En 2018, participó en la serie histórica El último bastión, del canal estatal TV Perú, en el papel de Rosa María Robles, y en la película Utopía, como la desaparecida universitaria Orly Gomberoff.
En 2020, volvió a trabajar con la productora ProTV (la misma que produjo Ven, baila, quinceañera) para luego asumir el rol protagónico en la telenovela basada en la obra de los Hermanos Grimm, siendo nombrada posteriormente Princesas, al interpretar a la joven con discapacidad Rapunzel La Torre. Además, en 2021, participó en la serie histórica Los otros libertadores, como María Santos Corrales, la musa del escritor y prócer de la independencia peruana Mariano Melgar.
Desde abril a septiembre de 2023, formó parte de la tercera temporada de la telenovela Luz de luna, interpretando a la doctora Luciana Maquiavelo.
En 2024, se unió nuevamente a Latina Televisión, para participar, en la adaptación de la telenovela chilena Pituca sin lucas, en el rol de María Gracia Rizo-Patrón.

### Otras participaciones
En 2021, Espinoza debutó como cantante lanzando su propio tema, Seré tu princesa, bajo la producción del Chino Sabogal.

## Filmografía

### Televisión

#### Programas de televisión
- Trujillo al día (2011), como ella misma (reportera);
- Habla bien (2015), como ella misma (actriz cómica);
- El gran chef famosos (Novena temporada) (invitada especial en un programa).[13]

#### Series de televisión
- Ven, baila, quinceañera (2016-2018), como Pilar Sánchez (rol estelar);
- De vuelta al barrio (2017), como Linda Valeska Hermoza Ortega (rol de invitada especial);
- Madre por siempre Colorina (2017-2018), como Rubí Villamore Salas (rol principal);
- El último bastión (2018-2019), como Rosa María Robles de Mendoza (rol principal);
- Llauca (2019), como Fátima (rol principal);
- Princesas (2020-2021), como Rapunzel La Torre / Violeta Coronado (rol protagónico);[14]
- Los otros libertadores (2021), como María Santos Corrales (rol coprotagónico);
- Junta de vecinos (2021-2022), como Micaela Morales (rol principal);
- Luz de luna 3 (2023), como Dra. Luciana Maquiavelo (rol principal);
- Pituca sin lucas (2024), como María Gracia Rizo-Patrón de la Puente (rol principal);
- #PobreNovio (2024-2025), como Isabela Thompson (rol protagónico);[15][16]
- La rosa de Guadalupe Perú (2025), como Ana / Aurora (rol principal);
- Brujas (2025), como Rapunzel La Torre / Violeta Coronado (rol protagónico).[17]

### Cine
- Utopía (2018), como Orly Gomberoff Elon (rol principal).
- Papa × tres (2019), como Tamara (rol principal);
- El sueño de Ariana (2024), como Ariana (rol protagónico);[18]
- Mistura (2024), como Chica Bohemia;[19]

## Teatro
- Sesión extra (2023);[20]
- En esta obra nadie llora (2023);[21]
- ¿Y dónde está Santa?, el musical (2022);[22]
- Medias naranjas (2019);
- No pensé que era amor (2018).